# 1996 (numero)
Millenovecentonovantasei (1996) è il numero naturale dopo il 1995 e prima del 1997.

## Proprietà matematiche
- È un numero pari.
- È un numero composto da 6 divisori: 1, 2, 4, 499, 998, 1996. Poiché la somma dei suoi divisori (escluso il numero stesso) è 1504 < 1996, è un numero difettivo.
- È un numero odioso.
- È parte delle terne pitagoriche (1497, 1996, 2495), (1996, 248997, 249005), (1996, 498000, 498004), (1996, 996003, 996005).

## Astronomia
- 1996 Adams è un asteroide della fascia principale del sistema solare.

## Astronautica
- Cosmos 1996 è un satellite artificiale russo.